# Morales de Campos
Morales de Campos – gmina w Hiszpanii, w prowincji Valladolid, w Kastylii i León, o powierzchni 15,88 km². W 2011 roku gmina liczyła 166 mieszkańców.